# ピーターと狼
交響的物語『ピーターと狼』（Петя и волк（ペーチャと狼））作品67は、セルゲイ・プロコフィエフが作曲した子供のための音楽作品で、このジャンルとしてはブリテンの「青少年のための管弦楽入門」と並ぶポピュラーな作品である。ナレーターと小編成のオーケストラのために書かれている。
1946年にはウォルト・ディズニー・カンパニーによってアニメーション映画化されている。
原語であるロシア語による録音としては、委嘱者であるナターリヤ・サーツ（後述）の朗読、エフゲニー・スヴェトラーノフの指揮によるものなどがある。
また、作曲者自身によって英語版のテキストも作られており、それによる録音も多い。
小澤征爾、アンドレ・プレヴィン、レナード・バーンスタイン、21世紀に入ってマリン・オールソップが指揮と語りの両方を受け持ったり、スティング (ミュージシャン)やショーン・コネリー、ダドリー・ムーア、デヴィッド・ボウイが語り手を務めた録音がある。プレヴィンが指揮しミア・ファローが語りを務めた夫婦共演盤（当時）もあった。
海外盤が頻繁に輸入されるようになって行われなくなったが、日本では本国盤と異なる日本語の語りが付けられる事が珍しくなく、岡崎友紀、西田敏行、明石家さんま、中村メイコ、黒柳徹子、坂本九、坂東玉三郎、樫山文枝、竹下景子、いしだ壱成などの起用例があった。また1960年代に「セブンシーズ」（キングレコード傘下）から発売されたレコードは「語り」ではなく、各キャラクターを声優が担当する劇仕立てになっており、その後キングから発売されたレコードにもこれが使用されている。

## 作曲の経緯
作品の詳細な経緯は不明な点も多い。しかしこの作品を依頼したのは、モスクワの中央児童劇場の芸術監督ナターリヤ・サーツである。サーツはモスクワ芸術座の音楽監督だった作曲家イリヤ・サーツの娘で、ロシア革命後に児童演劇の分野で働きはじめ、1921年にモスクワ児童劇場を設立。演劇だけでなく、音楽監督で作曲家のレオニード・ポロヴィンキンとともに、シンフォニーコンサートの分野でも教育的な試みを行っていた。1936年春にモスクワ児童劇場は、あたらしく組織された中央児童劇場の母体に指定され、劇場広場の大きな建物に移転した（現在のロシアアカデミー青年劇場の場所）。その新しい劇場の演奏会にプロコフィエフが来場し、委嘱の話がはじまっていった。劇場側は、こどもたちにオーケストラの楽器を紹介するための、言葉のついた交響曲を求めていた。
サーツは話し合いの際、「人間ばかりではなく、動物も登場する音楽物語は如何ですか。」という提案をして、プロコフィエフがそれに賛成する。
台本の草稿はプロコフィエフ自身が書き、ナレーターつきの「子供のための交響的物語」として作曲された。初演は1936年5月2日にモスクワ音楽院大ホールで行われ（謝金の関係でモスクワ・フィルハーモニック協会が共同委嘱者となったため）、5月5日には中央児童劇場でサーツ朗読による演奏が行われた。
プロコフィエフが祖国への帰国にあたって、より大衆とソヴィエト国家に受け入れやすい平易なスタイルを模索していた時期の作品である。音楽は新古典的な明解さが支配しており、また物語の情景にかなり忠実に付曲されている。
プロコフィエフが完全帰国を果たす1936年前後というのは、プロコフィエフの創作人生のなかできわめてインスピレーションあふれる時期のひとつだった。この年に彼は演出家たちと組んで劇のための音楽を相次いで作曲しており、なかでも当時上演が実現しなかった「エフゲニー・オネーギン」は、「シンデレラ」や「戦争と平和」などにこのうえなく美しい音楽素材を提供している。彼の親しい友人だったサーツやメイエルホリドは1937～39年に逮捕される。「ピーターと狼」はプロコフィエフがそうした現実に直面する前に、より自由な気持ちで書かれた作品だといえよう。

## 楽器編成
| 木管 | 木管 | 金管 | 金管 | 打    | 打                                | 弦   | 弦 |
| ---- | ---- | ---- | ---- | ----- | --------------------------------- | ---- | -- |
| Fl.  | 1    | Hr.  | 3    | Timp. | ●                                 | Vn.1 | ●  |
| Ob.  | 1    | Trp. | 1    | 他    | Tr-lo,T-no,P-tti,Cast.,T-ro,Gr.c. | Vn.2 | ●  |
| Cl.  | 1    | Trb. | 1    | 他    | Tr-lo,T-no,P-tti,Cast.,T-ro,Gr.c. | Va.  | ●  |
| Fg.  | 1    | 他   |      | 他    | Tr-lo,T-no,P-tti,Cast.,T-ro,Gr.c. | Vc.  | ●  |
| 他   |      | 他   | Cb.  | 他    | Tr-lo,T-no,P-tti,Cast.,T-ro,Gr.c. | ●    |    |

## 演奏時間
約20分から25分（台本の選択により大きく変動する）

## 物語の内容
ピオネールの少年ピーター（ペーチャ）は、森の牧場に建つお祖父さんの家に住んでいた。ある日ピーターは牧場に駈け出していくが、その際庭の戸を閉め忘れてしまい、庭で飼っていたアヒルは外の池で泳ぎ始める。アヒルは小鳥と言い争いを始める（「飛べない鳥なんているのかい？」～「泳げない鳥なんているのかい？」）。そこにピーターのペットの猫が忍び寄っていくが、ピーターが声を掛けたために小鳥は木の上に、アヒルは池の中央に逃げおおせる。
お祖父さんが現れ、ピーターが一人で庭の外に出たことを叱る（「狼が森から出てきたらどうするんだ？」）。ピーターは「僕のような男の子は狼なんて怖くないんだ」と反論するが、お祖父さんはピーターを家に連れ戻し、戸を閉めてしまう。するとすぐに、「大きな、灰色の狼」が森から姿を現す。猫は素早く木の上に駆け上がって難を逃れる。それに対してアヒルは慌てて池を出て逃げるものの、狼に追いつかれ、飲み込まれてしまう。
ピーターはロープを持ち出すと、庭の塀を上って小鳥に話しかけ、「作戦」を伝える。果たして小鳥が狼の鼻先を飛び回って攪乱している中、ピーターがロープの結び目で狼の尻尾を捕える。狼は逃れようともがくが、ピーターがロープのもう一方を木に結びつけたために、結び目は締まっていく一方である。
そこに狼を追ってきた数人の狩人が銃を持って登場する（彼らの足取りは木管楽器による行進曲風の音楽で表わされる）。ピーターは彼らに手伝いを求めると、動物園へと勝利のパレードに出発する（この作品の初演はメーデーの祝典の際に行われている）。行列の先頭はピーターで、それに狼を引く狩人、猫、文句をこぼし続けるお祖父さん（「狼を捕まえられなかったらどうなってたと思うんだ？」）、小鳥が続く。
物語の最後、ナレーターは「耳をすましてみて下さい。アヒルが狼のお腹の中で鳴いているのが聞こえるでしょう。狼は慌てていたので、アヒルを生きたまま丸呑みしてしまったのです」と語って終わる。

## 物語の登場人物
物語の登場人物（動物）はそれぞれがオーケストラの特定の楽器によって受け持たれ、オーケストラの楽器紹介の趣もある。（）内は楽器。
またそれぞれには固有の主題が割り当てられ、ライトモティーフ風に扱われている。
- 小鳥（フルート）
お使いのブラウザーでは、音声再生がサポートされていません。音声ファイルをダウンロードをお試しください。
- アヒル（オーボエ）
お使いのブラウザーでは、音声再生がサポートされていません。音声ファイルをダウンロードをお試しください。
- 猫（クラリネット）
お使いのブラウザーでは、音声再生がサポートされていません。音声ファイルをダウンロードをお試しください。
- お祖父さん（ファゴット）
お使いのブラウザーでは、音声再生がサポートされていません。音声ファイルをダウンロードをお試しください。
- 狼（3本のフレンチホルン）
お使いのブラウザーでは、音声再生がサポートされていません。音声ファイルをダウンロードをお試しください。
- 猟師（木管楽器やトランペット。ティンパニやバスドラムが鉄砲を表す）
お使いのブラウザーでは、音声再生がサポートされていません。音声ファイルをダウンロードをお試しください。
- ピーター（弦楽合奏）
お使いのブラウザーでは、音声再生がサポートされていません。音声ファイルをダウンロードをお試しください。

## アニメーション映画
1946年にウォルト・ディズニー・カンパニーの「メイク・マイン・ミュージック」の中の一作として製作された。子供にも内容がわかりやすいようストーリーも大きく改変されており、狼以外の動物たちに名前が付き、ピーターの家で飼われているアヒルと猫も野生動物となっている。VHSでは「ファン・アンド・ファンシー・フリー」で公開された「ボンゴ」を同時収録して、ブエナ・ビスタの「とっておきの物語」シリーズとして販売された。

### 物語の内容
真冬の山の中、空腹で獰猛になった狼が現れて問題となっていた。そんな中、山奥の森の家に住む少年ピーターは、コルク銃を持って狼退治に向かおうとしていたが、ピーターを心配するお祖父さんに見つかって家に連れ戻され、コルク銃を取り挙げられてしまう。お祖父さんが熟睡している隙を突いてコルク銃を取り戻し、家を出たピーターは、道中で出会った森に住む動物の友達の小鳥のサーシャ、アヒルのソニア、猫のイワンと共に、山の奥へと狼退治に向かう。
夜も更けてきた頃になって、遂に狼と対峙したピーターたちだったが、コルク銃が通じるわけもなく、一目散に逃げてしまう。しかし、その光景を見て笑い転げてしまったソニアが逃げ遅れる。狼に狙われたソニアは木の穴に逃げ込むも、穴に顔を入れた狼の口周りにはソニアの羽根が付いていた。
夜が明け始めた頃、木の上に避難したピーターたちはソニアの死を知って悲しむ。しぶとく狙ってくる狼を見て、仇を討たんと一念発起したサーシャが、果敢に狼に挑んでいく。小柄で素早く動くサーシャは、狼を翻弄するも調子に乗ってしまい、背後にあった木に気づかず頭を打って目を回してしまう。目を回したサーシャに気を取られている狼の隙をついて、木の上にいたピーターとイワンは、狼の尻尾にロープを括りつけ反撃に転じる。しかし大柄の狼の力に圧され、逆に窮地に立たされてしまう。これを見たサーシャは、たまらず近くを通りかかった3人組の猟師に助けを求める。すぐさま駆けつけた猟師たちが見たものは、木の枝に狼を縛り上げることに成功したピーターとイワンだった。
その後、町で狼を捕まえたピーターたちを祝福するパレードが開かれるが、そこにはサーシャの姿がない。サーシャは狼に喰われたソニアのことを深く悲しんでいたが、知らぬ間にサーシャの後ろにいたソニアにびっくりする。ソニアは狼に羽根をかじられただけで、無事だったのだった。これに大喜びのサーシャは、ピーターが狼を捕まえたことをソニアに伝え、2人は急いで祝賀パレードを行っている町へと向かうのだった。

### 登場人物
ここでは主に映画においての特徴や原作との違いを記述する。
ピーター
赤茶色とオレンジの防寒着に身を包み、赤い軍帽を被っている。髪の色は金髪で、背丈は8歳から10歳の外見となっている。
愛用する銃はコルクに紐が付いた玩具の銃である。
サーシャ（サッシャ）
体毛がピンクと黒で描かれており、口周りの部分は赤い毛で覆われているが、頭頂部には毛がない。キツツキのように細長い嘴を持ち、真っ黒のロシア帽を被っている。忙しく動き回り、忘れん坊な性格だが、狼に単身挑みかかる勇敢な一面を持っている。
名前が日本語吹き替えによって異なっており、旧吹き替え版では「サッシャ」、新吹き替え版では「サーシャ」となっている。
ソニア（ソーニア）
体毛が緑と黒で描かれており、頭頂部にわずかながら髪があり、黒の頭巾状の帽子をかぶっている。非常にのんびりとした性格ではあるが、弱虫でもある。原作では生きたまま狼に丸呑みにされるという目に遇っているが、アニメーション映画では羽根を数本かじられた程度で生還している。また、ピーターの家で飼われているという部分も変更されて、山に住む野生の動物となっている。
サーシャと同様、日本語吹き替えによって名前が異なっており、旧吹き替え版では「ソニア」、新吹き替え版では「ソーニア」となっており、新吹き替え版ではアヒルではなくカモとなっている。
イワン（アイバン）
オレンジの毛並みで、手足と口周りが茶色に描かれている。いたずら好きで、原作にもあった小鳥（サーシャ）を狙う場面がある。ソニア同様に、ピーターの家のペットから山に住む野良猫に変更されている。
お祖父さん
大柄で大きく白い顎鬚をたたえている。ピーターから銃を取り上げた後、熟睡中に銃を取り返されて以降は登場しない。
猟師
背が高く細身のミーシャ、太った身体で顎鬚が最も濃いヤーシャ（ヤッシャ）、ピーターよりも背が低く顎鬚が二股でオレンジ色のウラジミール（ウラダミール）の3人組となっており、所持する銃の銃口がラッパ状になっている。